# Безанж ла Гранд
Безанж ла Гранд (фр. Bezange-la-Grande) насеље је и општина у североисточној Француској у региону Лорена, у департману Мерт и Мозел која припада префектури Линевил.
По подацима из 2011. године у општини је живело 168 становника, а густина насељености је износила 9,74 становника/km². Општина се простире на површини од 17,24 km². Налази се на средњој надморској висини од 202 метара (максималној 311 m, а минималној 203 m).

## Демографија
| 1962. | 1968. | 1975. | 1982. | 1990. | 1999. | 2011. |
| ----- | ----- | ----- | ----- | ----- | ----- | ----- |
| 186   | 192   | 203   | 202   | 202   | 182   | 168   |

График промене броја становника у току последњих година